# Emilio Largo
Emilio Largo – fikcyjna postać znana z powieści Iana Fleminga o Jamesie Bondzie pt. Operacja Piorun. Pojawia się także w filmie o tym samym tytule (1965). W rolę Largo wcielił się włoski aktor Adolfo Celi.
Ponadto Largo jest głównym czarnym charakterem w nieoficjalnej bondowskiej produkcji Nigdy nie mów nigdy (1983), będącej nieoficjalną adaptacją Operacji Piorun. Imię postaci, którą zagrał Austriak Klaus Maria Brandauer, zostało jednak zmienione na Maximillian Largo.